# 马萨尔
马萨尔（法語：Massals）是法国南部-比利牛斯大区 塔恩省的一个市镇，属于阿尔比区阿尔邦县。该市镇2009年时的人口 为100人。

## 人口
马萨尔人口变化图示
| 数据来源：INSEE |